# Палашнур
Палашну́р (рос. Палашнур, марій. Палашнур) — присілок у складі Сернурського району Марій Ел, Росія. Входить до складу Чендемеровського сільського поселення.

## Населення
Населення — 45 осіб (2010; 42 у 2002).
Національний склад (станом на 2002 рік):
- марі — 100 %